# Bartosz Mikołaj Nazaruk
Bartosz Mikołaj Nazaruk (ur. 20 kwietnia 1988 w Sejnach) – polski perkusista, członek zespołu Dagadana i Zakopower, a także muzyk sesyjny i koncertowy.

## Życiorys
Pochodzi z Sejn. Studiował jazz w Akademii Muzycznej im. Karola Szymanowskiego w Katowicach. Studiował także na Uniwersytecie Śląskim. Podczas pandemii COVID-19 w Polsce podejmował także pracę pozamuzyczną oraz był stypendystą Ministerstwa Kultury.

## Kariera muzyczna
W młodości grał w Kapeli Klezmerskiej Teatru Sejneńskiego. Od 2010 roku grał w projekcie Jazz Bending. W 2012 roku był członkiem jazzowego projektu „Tutaj”.
Gra na perkusji w zespole Dagadana (co najmniej od 2016 roku), jak również w grupach: Zakopower (zastąpił Łukasza Moskala), Transoriental Orchestra Kayah (album Transoriental Orchestra), Sztetl, Balkan Sevdah, United States of Beta (jazz). Gra także jako muzyk sesyjny, koncertowy oraz teatralny. Grał m.in. z Urszulą Dudziak, Gienkiem Loską, Leszkiem Możdzerem, Haliną Mlynkovą, Noviką, Natalią NykielNatalia Nykiel, Piotrem Polkiem, Kasią Popowską, Michałem Rudasiem, Marią Sadowską, Janem Smoczyńskim.

## Informacje dodatkowe
Prowadzi warsztaty z gry na perkusji. Z artystów najbardziej podziwia Tomasza Stańkę i Zdzisława Beksińskiego.

## Dyskografia
Bartosz Nazaruk wziął udział w nagraniu albumów:
- Tutaj Projekt – Sinusoida (2010)[13]
- Jazz Bending – Jazz Bending (2011)[14]
- Balkan Sevdah – Akustik (2013)[15]
- Maria Sadowska – Jazz na ulicach (2014)[16]
- Madame Jean Pierre – Lete (2016)[17]
- różni wykonawcy – Święta Bez Granic 2016 (2016)[18]
- Zakopower – Kolędowo (edycja specjalna) (2016)[19]
- Zakopower i Atom String Quartet – Zakopower & Atom String Quartet (2017)[20]
- Aneta Strzeszewska – Kołysanki Niedzisiejsze[21] (2017[22])
- Noon – Algorytm (2018)[23]
- Marysia Starosta – Ślubu nie będzie (2018)[24]
- Dagadana – Meridian 68 (2018)[25]
- Dagadana – Tobie (2021)[26]
- Anna Szafranowska – Ziemio ty śliczna (2022)[27]